# Anna Gable
Anna Gable, född 1961 i Stockholm, är en svensk författare, lektör och språkkonsult.

## Biografi
Anna Gable är utbildad språkkonsult vid Stockholms universitet. Sedan 1996 har hon arbetat professionellt med att producera text och hjälpa andra att skriva.

## Författarskap
Anna Gables debut som författare skedde 2012 med boken Ghosts, Drugs & Rock n'Roll. 2014 kom novellsamlingen Mattan och andra noveller, som blev nominerad till Selmapriset och kom bland de fem bästa. Hon har också medverkat i antologierna Maskinblod 3, Hirgons källa, Ostindiefararen Götheborg – besättningens egna berättelser, Kasta loss, Dikt midskepps och Ekon från Fantastikgränd. Hon har även släppt flera noveller ur antologierna som e-noveller.